# Keila Costa
Keila da Silva Costa (* 6. Februar 1983 in Abreu e Lima) ist eine brasilianische Leichtathletin, die im Weit- und Dreisprung an den Start geht.

## Sportliche Laufbahn
Erste internationale Erfahrungen sammelte Keila Costa im Jahr 1999, als sie bei den Juniorensüdamerikameisterschaften in Concepción mit einer Weite von 12,62 m die Bronzemedaille im Dreisprung gewann. Im Jahr darauf siegte sie mit 13,65 m bei den Juniorensüdamerikameisterschaften in São Leopoldo und anschließend erreichte sie bei den Juniorenweltmeisterschaften in Santiago de Chile mit 12,97 m Rang zwölf. Anschließend siegte sie mit 6,05 m im Weitsprung bei den Jugendsüdamerikameisterschaften in Bogotá und mit 13,04 m siegte sie auch im Dreisprung. 2001 siegte sie bei ihren ersten Südamerikameisterschaften in Manaus auf Anhieb mit einem Sprung auf 13,61 m im Dreisprung und anschließend siegte sie mit 6,20 m und 13,66 m bei den Juniorensüdamerikameisterschaften in Santa Fe. Daraufhin gewann sie bei den Panamerikanischen-Juniorenmeisterschaften ebendort mit 5,97 m die Bronzemedaille im Weitsprung und sicherte sich mit 13,55 m Silber im Dreisprung. Im Jahr darauf schied sie bei den Juniorenweltmeisterschaften in Kingston mit 5,98 m in der Weitsprungqualifikation aus und gewann mit 13,70 m die Bronzemedaille im Dreisprung. Anschließend siegte sie mit bei den Juniorensüdamerikameisterschaften, die im Zuge der Südamerikaspiele in Belém ausgetragen wurden, mit 6,37 m im Weitsprung sowie mit 13,78 m auch im Dreisprung. 2003 verteidigte sie bei den Südamerikameisterschaften in Barquisimeto mit 13,62 m ihren Titel im Dreisprung und gewann auch im Weitsprung mit 6,30 m die Goldmedaille. Im Jahr darauf siegte sie dann mit 6,19 und 13,62 m bei den erstmals ausgetragenen U23-Südamerikameisterschaften ebendort und anschließend gewann sie bei den Ibero-Amerikanischen Meisterschaften in Huelva mit 13,80 m die Bronzemedaille im Dreisprung hinter der Kubanerin Yusmay Bicet und Carlota Castrejana und im Weitsprung belegte sie mit 6,27 m den sechsten Platz. Ende August startete sie im Weitsprung erstmals bei den Olympischen Spielen in Athen, verpasste dort aber mit 6,33 m den Finaleinzug.
2005 gewann sie bei den Südamerikameisterschaften in Cali mit 6,32 m die Silbermedaille im Weitsprung hinter ihrer Landsfrau Luciana dos Santos und auch im Dreisprung musste sie sich mit 13,75 m Landsfrau Gisele de Oliveira geschlagen geben. Im Jahr darauf schied sie bei den Hallenweltmeisterschaften in Moskau mit neuem brasilianischen Hallenrekord von 14,11 m in der Dreisprungqualifikation aus und anschließend siegte sie mit einem Sprung auf 6,54 m im Weitsprung bei den Ibero-Amerikanischen Meisterschaften in Ponce, ehe sie beim IAAF World Cup in Athen mit 6,33 m auf Rang sieben gelangte. 2007 siegte sie bei den Südamerikameisterschaften in São Paulo mit einer Weite von 14,57 m im Dreisprung und gewann mit 6,83 m die Silbermedaille im Weitsprung hinter ihrer Landsfrau Maurren Higa Maggi. Anschließend nahm sie an den Panamerikanischen Spielen in Rio de Janeiro teil und gewann dort mit 6,73 m die Silbermedaille im Weitsprung hinter Maurren Higa Maggi und im Dreisprung musste sie sich mit 14,38 m nur der Kubanerin Yargelis Savigne geschlagen geben. Daraufhin erreichte sie bei den Weltmeisterschaften in Osaka in beiden Disziplinen das Finale und gelangte dort mit 6,69 m bzw. 14,40 m jeweils auf den siebten Platz. Zum Saisonabschluss wurde sie beim IAAF World Athletics Final in Stuttgart mit 6,46 m und 14,13 m jeweils Fünfte. Im Jahr darauf belegte sie bei den Hallenweltmeisterschaften in Valencia mit 6,48 m den siebten Platz im Weitsprung und im August startete sie erneut bei den Olympischen Spielen in Peking und klassierte sich dort mit 6,43 m im Finale auf dem zehnten Platz.
2009 siegte sie mit einem Sprung auf 6,62 m im Weitsprung bei den Südamerikameisterschaften in Lima und anschließend gewann sie mit 6,71 m bei den Spielen der Lusophony in Lissabon hinter der Portugiesin Naide Gomes. Daraufhin gelangte sie bei den Weltmeisterschaften in Berlin bis in das Finale, brachte dort aber keinen gültigen Versuch zustande und beim World Athletics Final in Thessaloniki wurde sie mit 6,53 m Sechste. Im Jahr darauf gewann sie bei den Hallenweltmeisterschaften in Doha mit einer Weite von 6,63 m die Bronzemedaille hinter der US-Amerikanerin Brittney Reese und Naide Gomes aus Portugal und 2011 gewann sie bei den Südamerikameisterschaften in Buenos Aires mit 6,45 m die Silbermedaille im Weitsprung hinter Maurren Higa Maggi und auch im Dreisprung musste sie sich mit 13,96 m nur der Kolumbianerin Caterine Ibargüen geschlagen geben. Anschließend siegte sie mit 6,41 m bei den Militärweltspielen in Rio de Janeiro und gewann im Dreisprung mit 14,11 m die Silbermedaille hinter der Italienerin Simona La Mantia. Daraufhin erreichte sie bei der Sommer-Universiade in Shenzhen mit 6,19 m Rang elf im Weitsprung, ehe sie bei den Weltmeisterschaften in Daegu mit 6,26 m in der Weitsprungqualifikation ausschied und im Dreisprung mit 13,72 m auf Rang zwölf gelangte. Zum Saisonabschluss belegte sie bei den Panamerikanischen Spielen in Guadalajara mit 14,01 m den vierten Platz im Dreisprung und erreichte mit 6,37 m Rang fünf im Weitsprung. 2012 schied sie bei den Hallenweltmeisterschaften in Istanbul mit 6,45 m in der Qualifikation aus und wurde Anfang Mai zum Auftakt der Diamond League in Doha mit 14,31 m Zweite im Dreisprung. Im Sommer nahm sie zum dritten Mal an den Olympischen Spielen in London, diesmal im Dreisprung, teil und verpasste dort mit 13,84 m den Finaleinzug.
2013 siegte sie mit 14,21 m bereits zum vierten Mal im Dreisprung bei den Südamerikameisterschaften in Cartagena und gewann mit 6,49 m die Silbermedaille im Weitsprung hinter der Chilenin Macarena Reyes. Anschließend scheiterte sie bei den Weltmeisterschaften in Moskau mit 13,82 m in der Dreisprungqualifikation. Im Jahr darauf verpasste sie bei den Hallenweltmeisterschaften in Sopot mit 13,64 m den Finaleinzug und anschließend nahm sie erneut an den Südamerikaspielen in Santiago teil und siegte dort mit 6,35 m im Weitsprung sowie mit 13,65 m auch im Dreisprung. Daraufhin wurde sie mit 13,95 m Vierte beim Panamerikanischen Sportfestival in Mexiko-Stadt. 2015 gewann sie bei den Panamerikanischen Spielen in Toronto mit einer Weite von 14,50 m die Silbermedaille im Dreisprung hinter der Kolumbianerin Caterine Ibargüen und erreichte mit 6,41 m Rang neun im Weitsprung. Anschließend schied sie bei den Weltmeisterschaften in Peking mit 6,32 m in der Weitsprungqualifikation aus und belegte im Dreisprung mit 13,90 m im Finale Rang zwölf. 2016 wurde sie mit 13,94 m Neunte bei den Hallenweltmeisterschaften in Portland und anschließend siegte sie mit 14,01 m im Dreisprung bei den Ibero-Amerikanischen Meisterschaften in Rio de Janeiro und gewann mit 6,43 m die Silbermedaille hinter ihrer Landsfrau Eliane Martins. Daraufhin startete sie in beiden Disziplinen bei den Olympischen Spielen ebendort, scheiterte aber mit 5,86 m und 13,78 m jeweils in der Vorrunde.
Nach zwei wenig erfolgreichen Jahren gewann Costa im Jahr 2019 mit 6,38 m die Silbermedaille im Weitsprung bei den Südamerikameisterschaften in Lima und 2021 siegte sie mit einer Weite von 13,67 m zum fünften Mal bei den Südamerikameisterschaften in Guayaquil.
In den Jahren von 2003 bis 2005, 2007, 2012 und 2013 wurde Costa brasilianische Meisterin im Dreisprung sowie 2004 und 2005, 2007 und 2009 sowie 2013 und 2014 auch im Weitsprung.

## Persönliche Bestleistungen
- Weitsprung: 6,88 m (−0,1 m/s), 20. Mai 2007 in Belém
  - Weitsprung (Halle): 6,64 m, 13. Februar 2009 in Paris
- Dreisprung: 14,58 m (+2,0 m/s), 7. Juni 2013 in São Paulo
  - Dreisprung (Halle): 14,11 m, 10. März 2006 in Moskau (brasilianischer Rekord)